# District de Riviera
Le district de Riviera est un district du canton du Tessin en Suisse. 
Le district compte deux communes, dont le chef-lieu : Riviera.

## Communes
| Nom     | Cercle communal | N° OFS | Population (décembre 2022) |
| ------- | --------------- | ------ | -------------------------- |
| Biasca  | Riviera         | 5281   | +006 110,                  |
| Riviera | Riviera         | 5287   | +004 188,                  |
| Total   | Total           | Total  | +010 298,                  |